# Stadhouderskade 78-79
Het terrein Stadhouderskade 78-79 was een industrieel complex aan wat toen de rand van de stad Amsterdam was. Het is sinds de ingebruikneming steeds in ontwikkeling geweest.

## Begin
In februari 1868 wordt aan de Buitensingel nabij de Utrechtse barrière de stoombrouwerij De Hooiberg geopend. De Hooiberg was tot dan toe gevestigd aan de Nieuwezijds Voorburgwal, maar de brouwerij is daar te klein geworden. Het Algemeen Handelsblad van 11 februari 1868 sprak lovend over het initiatief van Gerard Adriaan Heineken en de architect Isaac Gosschalk. De "fabriek" maakt zo’n schone en solide indruk, dat de schrijver vermoedde dat deze brouwerij minstens 300 jaar mee zou gaan. Net zo lang als de "oude" Hooiberg. Met schatte in dat de toenmalige brouwerij de aanmaak van 1,5 miljoen kannen hier kan opvoeren tot 5 miljoen stuks.
Al in 1869 is een eerste uitbreiding nodig. Het bedrijf, dan nog de naam De Hooiberg dragend schrijft een uitbesteding uit voor het leggen van de fundering van leg- en bewaarkelders. Het geheel wordt aangelegd voor een prijs van 18.329 gulden.  In 1873 wordt het Naamloze Vennootschap Heinekens Bierbrouwerij-Maatschappij opgericht. In 1888 wordt opdracht gegeven tot de bouw van een aantal legkelders aan de kant van de Quellijnstraat. Door deze daar te bouwen wordt het plaatselijk deel van de Jacob van Campenstraat een soort binnenstraat van het Heinekencomplex.

## Verdere uitbreiding
De eerder genoemde 300 jaar wordt bij lange na niet gehaald. Van 1911 tot en met 1913 wordt aan de Stadhouderskade gebouwd aan een nieuw brouwhuis (in 2015 is dat het middenstuk). De architect Bert Johan Ouëndag kwam met zes bouwlagen, het gebouw heeft een kasteelachtige voorgevel. onder een plat dak. Om extra aan te geven dat het hier om de Heineken's Bierbrouwerij Maatschappij ging, werd dit in een tegeltableau over de volle breedte van de gevel weergegeven. Links (ten oosten) van het brouwhuis verrees omstreeks 1926 een silo voor de opslag van mout. Het is een bakstenen gevaarte op een natuurstenen plint, die aansluit op de plaatselijke gevelwand. De architect is opnieuw Ouëndag.
In 1930 ruilde Heineken café de Bisschop aan de Dam in voor de binnenstraat. Het stuk Jacob van Campenstraat wordt opgeslokt en er ontstaan de Eerste en Tweede Jacob van Campenstraat. Langzaam maar zeker wordt het gehele complex tussen Stadhouderskade, Eerste van der Helststraat, Quellijnstraat en Ferdinand Bolstraat volgebouwd, waarbij veel grote bakstenen vlakken ontstaan, niet altijd tot tevredenheid van omwonenden. In 1933 en 1934 werd een opslagplaats gebouwd op de hoek met de Ferdinand Bolstraat. De architect is opnieuw Ouëndag, maar nu samen met zoon Willem Ouëndag. De brouwerij groeide bovendien na overname van Amstel hier uit haar jas. Ze verplaatste het brouwen naar Zoetermeer. In 1988 is het gedaan met het bierbrouwen aan de Stadhouderskade. Na een eeuw lang uitbreiden is het tijd voor (voorlopige) krimp.

## Krimp
Eigenlijk alles wat achter de voorgevel ooit is bijgebouwd verdwijnt in de periode tot 17 februari 1993. Dat leverde leverde nog gevaar op tijdens de storm van 25 januari 1990, de Quellijnstraat wordt afgezet als gebouwonderdelen dreigen los te waaien. In april 1993 werd aangekondigd dat er op de plaats van het gesloopte gedeelte een soort winkelcentrum wordt gebouwd met daarboven huurwoningen. In 1994 gingen de eerste bedrijven rondom dit complex open. De gebouwen kwam in handen van een Duits investeringsfonds. Heineken had al snel gebrek aan kantoorruimten en huurde een gedeelte van het nieuwe complex. In 2013 kocht Heineken het gehele complex, maar stootte direct de niet benodigde ruimten weer af. Alleen het kantoorgebouw aan de Stadhouderskade hoek Eerste van der Helststraat bleef daarbij in hun bezit. Het kantoor (net als het gehele nieuwbouwcomplex) is onderworpen door Kees de Kat, maar er moest beknibbeld worden op de uitvoering. Het kantoorgebouw is uitgevoerd in grijs baksteen, dat bij slecht weer asgrauw wordt.
De gevelwand langs de Stadhouderskade ziet er in 2015 als volgt uit (van west naar oost):
- oude opslagplaats 1934
- tot de Heineken Experience omgebouwd entree, deel van het oude brouwhuis
- oude brouwhuis
- oude silo
- kantoorgebouw

Oost ·
160 ·
158 ·
157 ·
156 ·
155 ·
151-154 ·
149-150 ·
145-146 ·
142-144 ·
140-141 ·
137-139 ·
135-136 ·
130-134 ·
129 ·
128 ·
125-127 ·
123-124 ·
116-122 ·
115 ·
110-113 ·
100-101 ·
97 ·
95-96 ·
93-94 ·
92 ·
91 ·
89-90 ·
87-88 ·
86 ·
85 ·
84 ·
82-83 ·
78-79 ·
77 ·
Heineken Brouwerij ·
74 ·
72-73 ·
69-70 ·
68 ·
67 ·
65-66 ·
64 ·
62-63 ·
60-60a ·
58-59 ·
56-57 ·
Willemshuis ·
Van Nispenhuis ·
Kapel van Sint Josephs Gezellen-Vereeniging ·
54 ·
52-53 ·
47-49 ·
Carel Willinkplantsoen ·
Polderhuis ·
Ruysdaelkade 2-4 ·
Judith Leysterbrug ·
42 (Rijksmuseum) ·
40-41 ·
31-35 ·
30 ·
29 ·
Park Centraal Amsterdam ·
Stedemaagd (Vondelpark) ·
Byzantium ·
Koepelkerk ·
12 (Marriott) ·
Persilhuis ·
7 ·
5 ·
3 ·
1 ·
West